# Cerebratulus maculatus
Cerebratulus maculatus är en djurart som tillhör fylumet slemmaskar, och som beskrevs av Punnett 1903. Cerebratulus maculatus ingår i släktet fläsknemertiner, och familjen Cerebratulidae. Inga underarter finns listade i Catalogue of Life.